# IC 3955
IC 3955 је спирална галаксија у сазвјежђу Береникина коса која се налази на листи објеката дубоког неба у Индекс каталогу.
Деклинација објекта је + 27° 59' 46" а ректасцензија 12h 59m 6,1s. Привидна величина (магнитуда) објекта IC 3955 износи 14,4 а фотографска магнитуда 15,4. IC 3955 је још познат и под ознакама CGCG 160-216, DRCG 27-160, PGC 44544.